# Docalidia danieli
Docalidia danieli är en insektsart som beskrevs av Nielson 1996. Docalidia danieli ingår i släktet Docalidia och familjen dvärgstritar. Inga underarter finns listade i Catalogue of Life.